# گلوبال سورسز
گلوبال سورسز (انگلیسی: Global Sources) شرکت تجارت الکترونیک چینی است، که در سال ۱۹۷۱ تأسیس شد.